# فام هاي نام
فام هاي نام هو لاعب كرة قدم فيتنامي في مركز الدفاع، ولد في 21 فبراير 1983 في فيتنام. شارك مع منتخب فيتنام لكرة القدم. أما مع النوادي، فقد لعب مع نادي سونغ لام نغي أن.

## وصلات خارجية
- فام هاي نام على موقع ناشيونال فوتبول تيمز (الإنجليزية)